# Dule (gmina Škocjan)
Dule – wieś w Słowenii, w gminie Škocjan. W 2018 roku liczyła 47 mieszkańców.